# سوتیسکا (سچانگ)
سوتیسکا (به صربی: Sutjeska) یک منطقهٔ مسکونی در صربستان است که در Sečanj Municipality واقع شده‌است. سوتیسکا ۱٬۷۳۱ نفر جمعیت دارد و ۵۳ متر بالاتر از سطح دریا واقع شده‌است.